# Pierre Samuel du Pont de Nemours
Pour les articles homonymes, voir Du Pont (homonymie), Nemours (homonymie) et Famille Dupont de Nemours.
Ne doit pas être confondu avec Pierre Samuel.
Pierre Samuel du Pont de Nemours, né le 14 décembre 1739 à Paris et mort le 7 août 1817 à Wilmington aux États-Unis, est un philosophe, journaliste, économiste, homme politique, diplomate, et entrepreneur français. Il obtient la nationalité américaine à la fin de sa vie.
Il est à l'origine de l'une des plus riches familles des États-Unis d'Amérique.

## Biographie

### Origines et formation
Pierre Samuel Dupont est le fils de Samuel Dupont, horloger huguenot de Paris. Sa mère, Anne Alexandrine de Montchanin, protestante également, appartient à une famille noble mais sans fortune. Dans sa jeunesse, Pierre Samuel reçoit une éducation très soignée, qui doit beaucoup à sa mère. 
Il étudie la médecine et les mathématiques et se prépare d'abord à une carrière d’ingénieur militaire. Cependant, grand amateur de belles-lettres, Dupont se passionne ensuite pour la littérature, le journalisme, le théâtre et la poésie. Il poursuit aussi sa formation en s'intéressant aux questions politiques, juridiques et économiques. Sa rencontre avec les physiocrates vient parachever ses années d'apprentissage et détermine son engagement intellectuel.
En 1766, il épouse Charlotte Marie Louise Le Dée de Rencourt, qui lui donne deux fils.

### Le physiocrate
En 1763, Dupont est l’auteur d’une brochure intitulée Réflexions sur l’écrit intitulé : Richesse de l’Etat, qui attire l’attention des économistes et de François Quesnay en personne. Le jeune homme devient alors un des principaux propagandistes des théories physiocratiques. 
D'abord rédacteur en chef du Journal de l'agriculture, du commerce et des finances, il en est renvoyé en novembre 1766 à cause de ses sympathies physiocratiques. 
À compter de mai 1768, il obtient la direction des Éphémérides du citoyen ou bibliothèque raisonnée des sciences morales et politiques, périodique créé par l’abbé Nicolas Baudeau. La même année, il compose avec François Quesnay un des ouvrages fondateurs de la pensée physiocratique : Physiocratie, ou constitution naturelle du gouvernement le plus avantageux au genre humain.
En 1772, les Éphémérides du citoyen sont interdites par le gouvernement. Du Pont continue alors d'écrire et effectue différents voyages à travers l'Europe.
En 1774, son ami Turgot, devenu Contrôleur général des finances, fait appel à ses services. Il devient un de ses plus proches collaborateurs et est nommé inspecteur général des manufactures, et s'intéresse aux mines, au textile et à la mécanique. Disgracié en même temps que Turgot, il prend du recul pendant quelques années et se retire en Gâtinais.

### Correspondances et séjours à l'étranger
En 1772, Du Pont entretient une riche correspondance littéraire et politique avec plusieurs souverains européens, à commencer par ceux de Suède et de Bade.
Son ouvrage intitulé De l'origine et du progrès d'une science nouvelle est lu par les princes éclairés d'Europe comme le roi de Suède Gustave III, qui décide d'entretenir avec lui une correspondance, afin de profiter de ses talents de réformateur des institutions. Le roi de Suède le décore de la croix de chevalier de l'ordre royal de Vasa juste après sa création.
Le margrave de Bade, Charles Ier Frédéric requiert ses services à Karlsruhe, et lui offre le titre de conseiller aulique. Dupont conseille le prince allemand dans la conduite des réformes inspirées par les théories physiocratiques.
Il séjourne en Pologne comme secrétaire du roi Stanislas Auguste et contribue aux travaux de la Commission de l'éducation nationale qui réorganise le système scolaire polonais à la suite de la suppression de la Compagnie de Jésus, tout en étant chargé de l'éducation du neveu du roi, Adam Jerzy Czartoryski, pendant peu de temps puisqu'il retourna en France dans le courant de l'année 1774.

### Retour aux affaires en France (1780-1789)
Il est rappelé aux affaires en France par le ministre Vergennes, en tant qu'expert économique. Calonne le fait entrer au Conseil d'État et le nomme commissaire général du Commerce.
En 1781, Pierre Samuel Dupont devient l'amant de Marie-Anne Paulze, épouse de Lavoisier. Il est de 20 ans son aîné et plus âgé que son mari.  Ils mettent fin à cette relation en 1798. « Pierre-Samuel Dupont de Nemours tomba en admiration devant le charme de Marie-Anne. Leur idylle commença en 1781, pendant l'une des nombreuses absences de son mari. La date de 1781 serait confirmée par deux lettres de Dupont à Marie-Anne Lavoisier : l'une, datée du 23 octobre 1798, évoque « dix-sept années d'intimité » ; l'autre, d'avril 1815, rappelle « l'inviolable et tendre attachement qu'il lui a voué depuis trente-quatre ans »... Le couple
Lavoisier ne semble pas avoir été perturbé par la présence de Dupont, « qui resta l'ami fidèle et sincère de Lavoisier ». »
Il est l'un des rédacteurs du Traité de Versailles de 1783, qui met fin à la guerre d'indépendance des États-Unis. À cette occasion il fait la connaissance de Thomas Jefferson, qui l'aide lors de son installation aux États-Unis. En remerciement de son action, Louis XVI lui accorde une patente de noblesse, chose exceptionnelle pour un protestant, et l'autorise à ajouter de Nemours à son nom d'origine, qu'il écrit désormais du Pont.
Du Pont de Nemours et Pierre Michel Hennin, premier commis au ministère des Affaires étrangères, sont les deux secrétaires-greffiers de l'Assemblée des notables, et à ce titre, ils rassemblent les procès-verbaux des délibérations prises dans les sept bureaux constitués pour examiner le plan Calonne. Bien que collaborateur de Calonne, il ne manque pas de critiquer ce qui lui semble mauvais, mais refuse de s'associer à la cabale montée contre lui. Pour preuve du progrès des idées économiques des physiocrates : l'Assemblée se montre favorable à la suppression de la corvée et au rétablissement de la liberté du commerce des grains ; elle accepte l'impôt territorial, à peu près tel que le proposait du Pont de Nemours, avec perception d'argent ; elle réclame l'abolition de la gabelle et la suppression des droits de traite et se déclare favorable à l'établissement des assemblées provinciales.

### La Révolution (1789-1799)
Député en 1789 aux États généraux pour le bailliage de Nemours, il est d'abord partisan de la Révolution française et sert en 1790 comme président de l’Assemblée nationale constituante. Il vote les réformes les plus importantes mais encourt la colère du peuple pour avoir combattu la création des assignats et s'être montré fidèle à Louis XVI. Devenu correspondant de la nouvelle Société d'agriculture le 16 mars 1789, il en est associé ordinaire à partir du 6 mai 1807.
Lui et son fils Éleuthère défendent physiquement Louis XVI et Marie Antoinette de la foule assiégeant le palais des Tuileries pendant l’insurrection du 10 août 1792. Il est condamné à mort pendant la Terreur, mais évite l'exécution du fait de la chute de Robespierre le 9 Thermidor (26 juillet 1794). Avec son fils Éleuthère, il est imprimeur-libraire, au n° 1232 rue de la Loi. Son fils est aussi un des experts français en poudre à canon.
Il épouse Françoise Robin le 27 septembre 1795. Sous le Directoire, il est membre du Conseil des Cinq-Cents. Sa maison ayant été pillée pendant le coup d'État du 18 fructidor an V (1797), il  émigre aux États-Unis avec sa famille, arrivant dans le Rhode Island le 1er janvier 1800.

### L'exil aux États-Unis (1800-1817)
Pierre du Pont de Nemours établit aux États-Unis des liens forts avec l’industrie et le gouvernement, en particulier avec le président Thomas Jefferson.
En 1802, il retourne à Paris et s’engage dans les relations diplomatiques entre les États-Unis et la France, désormais dirigée par Napoléon Bonaparte, Premier Consul : il est à l’origine de l’achat de la Louisiane par les États-Unis (1803), négociant pour les États-Unis un compromis destiné à éviter des conflits entre les populations française et américaine sur place, alors que les réfugiés français de Saint-Domingue commencent à y affluer, et à redonner à Napoléon les moyens de reconstruire une flotte face à l'Angleterre.
En 1814, après l'abdication de Napoléon, il est nommé secrétaire du gouvernement provisoire français. 
Il repart aux États-Unis lorsque Napoléon revient de l'île d'Elbe pendant les Cent-Jours.
Son fils, Éleuthère Irénée, est le fondateur (1802) d'une fabrique de poudre à l'origine d’une des plus grandes entreprises chimiques du monde, la E. I. du Pont de Nemours and Company. Cette usine, appelée Eleutherian Mills, située à Wilmington (Delaware), donne son nom à la propriété de la famille Du Pont de Nemours, dans laquelle Pierre Samuel meurt en 1817.
Un autre de ses fils, Victor Marie du Pont (1767-1827), a mené une carrière diplomatique et été, entre autres, consul de France aux États-Unis, avant de pousser son frère Eleuthère à le rejoindre.

## Distinctions
- Chevalier de la Légion d'honneur (1814)
- Chevalier de l'ordre de Vasa

## Publications
Pierre Samuel du Pont de Nemours a laissé une grande quantité d'ouvrages sur l'économie, la politique, la physiologie, l'histoire naturelle, la physique générale.
- De l'exportation et de l'importation des grains (1764)
- De l'origine et des progrès d'une science nouvelle (1768)
- Philosophie du bonheur, où il fonde la morale sur une seule loi, aimer
- Mémoires sur les animaux, où il prête aux bêtes un langage
- une traduction en vers du Roland furieux de l'Arioste
- des mémoires sur Turgot
- Rapport fait sur le droit de marque des cuirs [en août 1788], Paris, 1788 (Impr. de la Ve Goujon fils, 1804, in-8°, VII-296 p.)
- Rapport fait, au nom du comité des finances, à l'Assemblée nationale sur la répartition de la contribution en remplacement des grandes gabelles, des petites gabelles, des gabelles locales & des droits de marque des cuirs, de marque des fers, de fabrication sur les amidons, de fabrication & de transport dans l'intérieur du royaume sur les huiles & savons [Imprimé par ordre de l'Assemblée nationale], par M. Dupont, député de Nemours, le 14 août 1790, Paris, 1790, in-8°, 80 p.
- Troisième rapport fait au nom du comité des finances sur le remplacement de la gabelle & des droits sur les cuirs, les fers, les huiles, les savons & les amidons, par M. Dupont, député de Nemours, Paris : chez Baudouin, oct. 1790, in-8°, 23 p.
- Discours prononcé a l'Assemblée nationale, par M. Du Pont, sur l'état & les ressources des finances .   Versailles, chez Baudouin, imprimeur de l'Assemblée nationale,1789, 218 p. lire en ligne sur Gallica

Il fut rédacteur en chef du Journal d'agriculture, du commerce et des finances, de septembre 1765 à novembre 1766. Il avait été nommé membre de l'Institut de France dès sa fondation en 1795.

#### Ouvrages
- Louis-Gabriel Michaud, Bibliographie universelle, ancienne et moderne, 1843, t. 12, p. 32-36.
- Anthony Mergey, L’État des physiocrates : autorité et décentralisation, Aix-en-Provence, PUAM, 2010.
- Thérence Carvalho, La physiocratie dans l'Europe des Lumières. Circulation et réception d'un modèle de réforme de l'ordre juridique et social, Paris, Mare & Martin, 2020.
- Pierre Jolly, Du Pont de Nemours, soldat de la liberté, Paris, PUF, 1956.
- Ambroise Saricks, Pierre Samuel Du Pont de Nemours, Lawrence, University of Kansas Press, 1965.
- Florian Reynaud, Les bêtes à cornes (ou l'élevage bovin) dans la littérature agronomique de 1700 à 1850, Caen, thèse de doctorat en histoire, 2009, annexe 2 (publications).

#### Articles et notices
- Marie-Nicolas Bouillet  et Alexis Chassang (dir.), « Pierre Samuel du Pont de Nemours » dans Dictionnaire universel d’histoire et de géographie, 1878 (lire sur Wikisource).
- Georges Lioret, « Du Pont de Nemours », dans Annales de la Société historique et archéologique du Gâtinais, 1914-1915, t. XXXII, p. 1-75.
- Anthony Mergey, « Le contrôle de l’activité législative de la nation en 1789. L’opinion de Du Pont de Nemours », Journal of Interdisciplinary History of Ideas, 2014, vol. 3, n° 5, p. 1-33.
- « Pierre Samuel du Pont de Nemours », dans Adolphe Robert et Gaston Cougny, Dictionnaire des parlementaires français, Edgar Bourloton, 1889-1891 [détail de l’édition].